# Banovina di Croazia
La Banovina di Croazia (in croato Banovina Hrvatska) è stata un'unità territoriale autonoma all'interno del Regno di Jugoslavia.
Costituita il 26 agosto 1939 sulla base di un accordo politico tra Dragiša Cvetković, primo ministro del Regno di Jugoslavia, e Vladko Maček, leader del partito HSS (Hrvatska seljačka stranka), rappresentava un tentativo di dare una maggiore autonomia ai croati all'interno del regno. Il banato nasceva dall'unione della Banovina della Sava e della Banovina del Litorale con alcuni piccoli territori provenienti dalla Banovina della Drina, da quella del Danubio, del Vrbas e della Zeta. La capitale era la città di Zagabria.
Fu governato da un solo bano: Ivan Šubašić
     Aree assegnate all'Italia: la provincia di Lubiana, area accorpata alla provincia di Fiume ed aree costituenti il governatorato della Dalmazia
     Stato Indipendente di Croazia
     Area occupate dalla Germania nazista
     Aree occupate dal Regno d'Ungheria

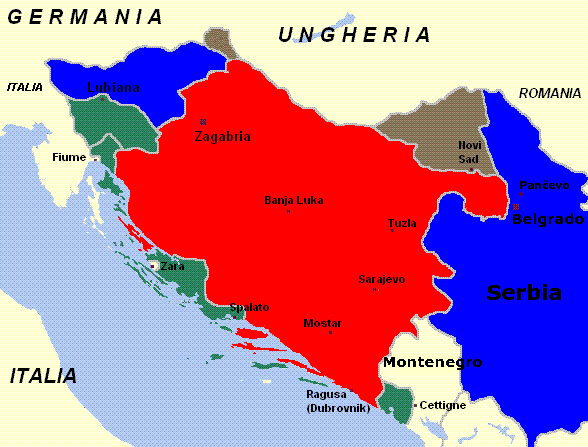
Divisione della Jugoslavia dopo la sua invasione da parte delle potenze dell'Asse.
Aree assegnate all'Italia: la provincia di Lubiana, area accorpata alla provincia di Fiume ed aree costituenti il governatorato della Dalmazia
Stato Indipendente di Croazia
Area occupate dalla Germania nazista
Aree occupate dal Regno d'Ungheria

La Banovina di Croazia cessò di esistere dopo l'invasione della Jugoslavia compiuta nell'aprile del 1941 dalle potenze dell'Asse:
- le isole di Veglia ed Arbe, nonché l'entroterra quarnerino vennero annessi al Regno d'Italia ed accorpate alla provincia di Fiume,
- l'entroterra zaratino entrò a far parte del governatorato della Dalmazia
- la rimanente parte del suo territorio andò a costituire lo Stato Indipendente di Croazia.